# 卡爾帕克 (加利福尼亞州)
卡爾帕克（英語：Calpack）是位於美國加利福尼亞州默塞德縣的一個非建制地區。該地的面積和人口皆未知。

## 地理
卡爾帕克的座標為37°17′49″N 120°21′08″W / 37.29694°N 120.35222°W，而該地的平均海拔高度為65米（即213英尺）。